# Ганс Дідріх фон Тізенгаузен
Барон Ганс Дідріх фон Тізенгаузен (нім. Hans Diedrich Freiherr von Tiesenhausen; 22 лютого 1913, Рига, Російська імперія — 17 серпня 2000, Ванкувер, Канада) — німецький офіцер-підводник, капітан-лейтенант крігсмаріне. Кавалер Лицарського хреста Залізного хреста.

## Біографія
Виходець із давнього роду остзейських баронів. 26 вересня 1934 року вступив у флот кадетом.
У грудні 1939 року переведений в підводний флот і призначений другим помічником на U-23, якою командував капітан-лейтенант Отто Кречмер. Тізенгаузен поділяв погляди Кречмера на тактику застосування підводних човнів, що припускає зухвалі несподівані прориви охорони цілей з подальшим їх затопленням з невеликою дистанції.
Тізенгаузен брав участь в трьох бойових патрулях, за час яких човен потопив п'ять судів і есмінець.
З липня 1940 року — перший помічник командира U-93. Здійснив на ній два походи.
31 березня 1941 року призначений командиром U-331, на якій зробив 10 бойових походів (242 доби в морі).
25 листопада 1941 року потопив у районі Тобрука (Північна Африка) англійський лінійний корабель «Барем» трьома торпедами. Незважаючи на важкі ушкодження, які отримав човен, атакований судами супроводу, Тізенгаузену вдалося втекти від погоні і повернутися на базу.
Всього за час війни Тізенгаузен потопив 2 судна загальним тоннажем 40 235 брт і пошкодив 1 судно водотоннажністю 372 брт.
| Дата              | Назва корабля                  | Тип                  | Тоннаж | Вантаж              | Екіпаж | Загинули | Країна             | Конвой |
| ----------------- | ------------------------------ | -------------------- | ------ | ------------------- | ------ | -------- | ------------------ | ------ |
| 10 жовтня 1941    | HMS TLC-18 (A18) (пошкоджений) | Десантний корабель   | 372    |                     | ?      | 0        | Британська імперія |        |
| 25 листопада 1941 | HMS Barham (04)                | Лінкор               | 31,100 |                     | 1311   | 862      | Британська імперія |        |
| 9 листопада 1942  | USS Leedstown (AP-73)          | Військовий транспорт | 9,135  | Військові матеріали | 163    | 59       | США                | Torch  |

17 листопада 1942 року човен U-331 був потоплений. Тізенгаузен і ще 15 членів команди вижили і були захоплені в полон. Спочатку перебував у таборі для військовополонених у Великій Британії, а потім 3 роки в Канаді. У 1947 році повернувся до Німеччини, працював столяром. Восени 1951 переїхав на постійне проживання до Канади. Жив у Ванкувері, працював дизайнером інтер'єру і фотографом.

## Звання
- Кандидат в офіцери (8 квітня 1934)
- Морський кадет (26 вересня 1934)
- Фенрих-цур-зее (1 липня 1935)
- Обер-фенрих-цур-зее (1 січня 1937)
- Лейтенант-цур-зее (1 квітня 1937)
- Обер-лейтенант-цур-зее (1 квітня 1939)
- Капітан-лейтенант (1 січня 1942)

## Нагороди
- Медаль «За вислугу років у Вермахті» 4-го класу (4 роки) (8 квітня 1938)
- Залізний хрест 2-го класу (30 січня 1940)
- Нагрудний знак підводника (26 лютого 1940)
- Медаль «У пам'ять 22 березня 1939 року» (25 червня 1940)
- Медаль «У пам'ять 1 жовтня 1938» (6 вересня 1940)
- Бронзова медаль «За військову доблесть» (Італія) (листопада 1941)
- Двічі відзначений у Вермахтберіхт
  - «Як повідомлялось раніше, британський ВМФ за останні декілька днів знову поніс важкі втрати. На додачу до шкоди, нанесеної великому британському військовому судну, про яку було повідомлено у вчорашній доповіді, німецький підводний човен під командуванням капітан-лейтенанта барона фон Тізенгаузена атакував британський лінкор біля Соллума і сильно пошкодив його влученнями торпед.» (26 листопада 1941)
  - «Як повідомлялось у доповіді від 26 листопада, німецький підводний човен під командуванням капітан-лейтенанта барона фон Тізенгаузена атакував британський лінкор біля Соллума і сильно пошкодив його влучаннями торпед. Тепер стало відомо, що саме лінкор „Бархем“ затонув після влучень трьох торпед.» (27 січня 1942)
- Залізний хрест 1-го класу (7 грудня 1941)
- Лицарський хрест Залізного хреста (27 січня 1942) — за потоплення лінкора «Барем».
- Срібна медаль «За військову доблесть» (Італія) (25 березня 1942) — за потоплення лінкора «Барем».